# Ullna Golf Club
De Ullna Golf Club is een besloten golfclub in Åkersberga, Zweden.
De club ligt een kwartier ten noorden van Stockholm en werd op 27 augustus 1981 geopend door prins Bertil van Zweden. De club telt minder dan 600 leden.
De baan werd ontworpen door Sven Tumba, een beroemde hockeyer, en had meteen 18-holes. De meeste holes lopen langs het Ullna meer en er zijn veel riviertjes, wat het een moeilijke baan voor beginners maakt.

## Internationale toernooien
Zowel de Europese PGA Tour (ET) als de Ladies European Tour (LET) hebben in Ullna gespeeld.
- Eisenhower Trophy: 1988
- Scandinavian Enterprise Open (ET): 1983, 1984, 1985, 1986, 1987
- SAS Invitational: 1998, 1999, 2000, 2001
- HP Open (LET): 2004, gewonnen door Annika Sörenstam

De SAS Invitational is een teamwedstrijd tussen professionals uit de Scandinavische landen tegen de 'rest van de wereld'.